# Масленникова, Марианна Евгеньевна
Мариа́нна Евге́ньевна Ма́сленникова (род. 17 мая 1961, Ленинград) — советская легкоатлетка, специалистка по многоборьям. Выступала за сборную СССР по лёгкой атлетике в 1980-х годах, победительница Кубка Европы в командном зачёте, призёрка первенств национального значения, участница чемпионата мира в Риме. Представляла Ленинград. Мастер спорта СССР международного класса. Также известна как тренер, спортивный функционер и предприниматель. Заслуженный тренер России.

## Биография
Марианна Масленникова родилась 17 мая 1961 года в Ленинграде.
Начала заниматься лёгкой атлетикой в 1977 году, проходила подготовку в Ленинграде в добровольном спортивном обществе «Труд». Окончила Ленинградский государственный университет.
Впервые заявила о себе семиборье на взрослом всесоюзном уровне в сезоне 1984 года, выиграв бронзовую медаль на чемпионате СССР в Киеве.
В 1985 году вошла в состав советской национальной сборной и выступила на Кубке Европы по легкоатлетическим многоборьям в Крефельде — заняла здесь пятое место в личном зачёте и вместе со своими соотечественницами стала второй в командном зачёте.
В 1986 году принимала участие в Играх доброй воли в Москве — в программе семиборья набрала 6416 очков и расположилась в итоговом протоколе соревнований на пятой позиции (также стала серебряной призёркой разыгрывавшегося здесь чемпионата СССР, уступив из всех соотечественниц только Наталье Шубенковой). Позже отметилась выступлением на чемпионате Европы в Штутгарте, где тоже стала пятой.
На Кубке Европы 1987 года в Арле выиграла бронзовую медаль в индивидуальном первенстве и вместе с советской командой завоевала золото командного первенства. Участвовала в чемпионате мира в Риме, где с результатом 6228 заняла в семиборье седьмое место.
В 1988 году добавила в послужной список серебряную награду, полученную на чемпионате СССР в Киеве. Показала здесь наивысший в карьере результат — 6474 очка.
В 1989 году стартовала на Кубке Европы в Хелмонде, советская сборная вновь заняла первое место в командном зачёте.
За выдающиеся спортивные результаты удостоена почётного звания «Мастер спорта СССР международного класса».
Впоследствии проявила себя в спортивной аэробике, работала тренером в сборной России по этому виду спорта, с 2001 года возглавляла Всероссийскую федерацию спортивной аэробики.
Управляла крупной сетью фитнес-клубов в Санкт-Петербурге и Москве, являлась совладельцем и вице-президентом группы компаний «Планета Фитнес».